# 境野站

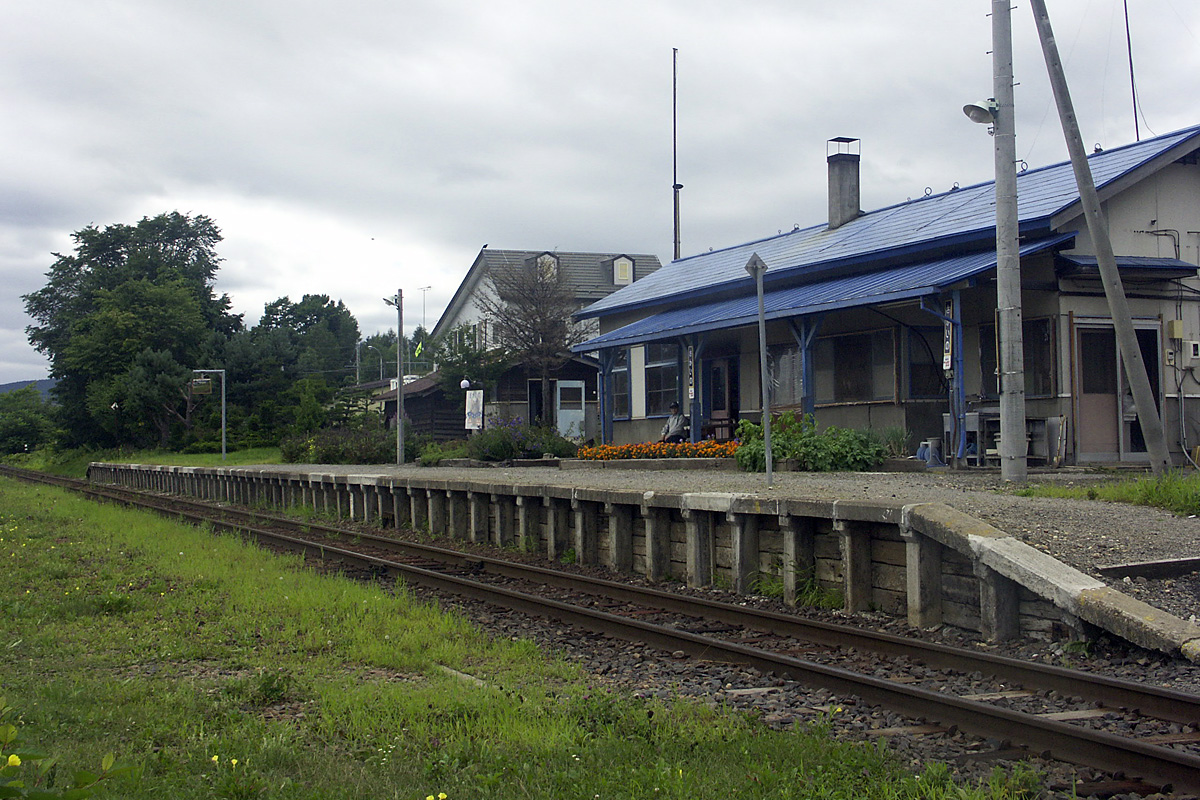
站內（2005年8月）

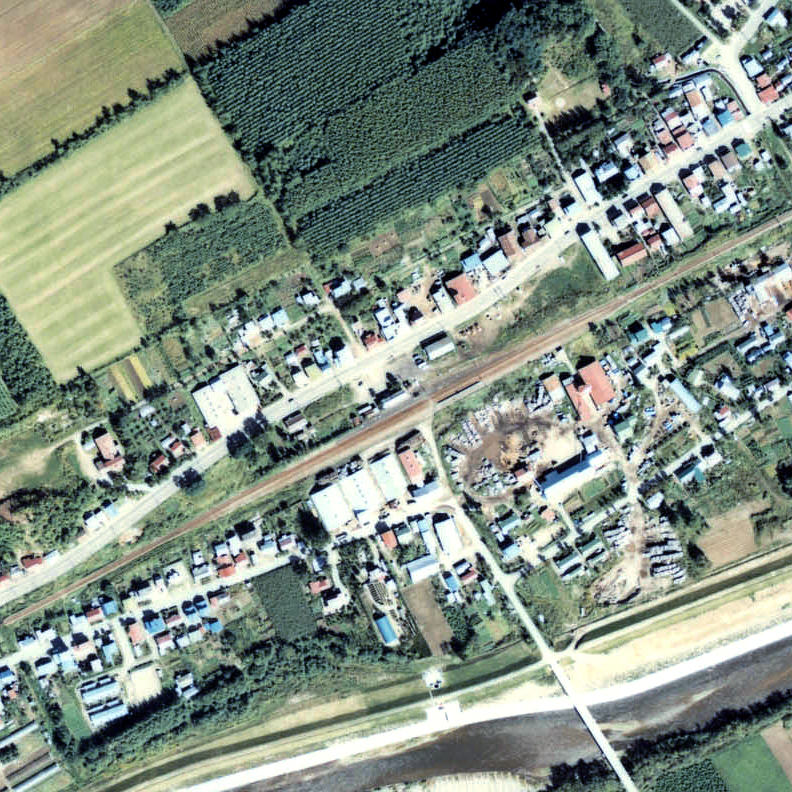
1977年國鐵池北線時代的境野站與方圓500米範圍。右邊是北見方向。站內設有2面2線的千鳥相對式月台，大樓對面設有一座短和簡單的島式月台。車站大樓旁邊靠近北見一方設有貨物月台和引込線。車站後方設有貨物起卸線，靠近池田一方設有路軌分支，連接引込線。曾經有木材運搬至此站，車站後方大部分用地為堆場，有一段時期堆放了許多木材。在1977年當時，倉庫、一般房屋和木廠已經不存在。後來隨著無人化，島式月台也撤走，只有靠近車站大樓的本線。

境野站（日语：／ Sakaino eki */?）是位於北海道常呂郡置戶町字境野，北海道池北高原鐵道的故鄉銀河線車站（廢站）。隨著故鄉銀河線廢線，車站在2006年（平成18年）4月21日廢除。

## 歷史
- 1922年（大正11年）8月1日 - 鐵道省網走本線置戶站至訓子府站之間開設此站[1][2][3][4]。當時為一般車站[2]。
- 1949年（昭和24年）6月1日 - 日本國有鐵道成立，成為日本國有鐵道車站。
- 1961年（昭和36年）4月1日 - 池田至北見之間改名為池北線，成為池北線車站[7]。
- 1975年（昭和50年）12月25日 - 車站結束處理貨物。
- 1984年（昭和59年）2月1日 - 車站結束處理行李。
- 1986年（昭和61年）11月1日 - 成為無人車站。
- 1987年（昭和62年）4月1日 - 伴隨國鐵分割民營化，車站由北海道旅客鐵道（JR北海道）營運。
- 1989年（平成元年）6月4日 - 北海道池北高原鐵道繼承池北線[7][8][9][10][11]。
- 2006年（平成18年）4月21日 - 故鄉銀河線全線廢除[5][12]，此站也廢除。

### 站名的由來
車站附近有一條名為「境川」的河流，分隔了置戶原野和訓子府原野。車站名稱取自原野的邊界（境），因而名為「境野」。現時的地名是由於車站名稱而地名化。

## 車站構造
截至車站廢除前，此站是地面車站，設有1面1線的單式月台。曾經此站設有2面2線的相對式月台，當時可進行列車交會。

## 車站周邊
車站附近設有境野村落。
- 北海道道50號北見置戶線（日语：北海道道50号北見置戸線）
- 常呂川（日语：常呂川）
- 境野小學
- 境野郵局
- 北海道北見巴士（日语：北海道北見バス）「境野」巴士站

## 現況
車站遺址建設了一座紀念碑。

## 相鄰車站
北海道池北高原鐵道
故鄉銀河線
豐住－境野－西訓子府

## 注腳